# 工資基金說
工資基金說是一種早期的經濟學説，它試圖解釋工人所賺取的工資是由每年一筆固定數目的資本所支付給雇員。這個理論試圖整合工資和資本的關係，將兩者的比例取決於社會人口數量的改變。早期的經濟學家首先假設社會的總資本數量在給定的每年時間内是不變的，所以他們認爲人口的改變是會影響工人的工資水平。如果人口的增加，但是支付工資的資本保持不變，那麽所有工人的工資率就會下降；或者一些人仍然支付相同甚至更多的工資，那必然意味著他們的工資相對增幅等於社會其他工人工資相對的減幅。假設物價也是不變，工人階級就會為基本消費需要而進行抗爭以爭取更多的貨幣工資換取實質上毫無增減的實物工資。

## 模型
{\displaystyle Wage={\frac {Capital}{Population}}}
工資基金說旨在説明工人的工資取決於資本對人口中工人數目的比率。 
在這個模型裏，固定的資本量是作支付生產成本和支持工人由生產開始到銷售產出時期生活的工資。資本或許每年改變，但是只是將前一年的儲蓄轉爲再投資的結果，按照早期英國政治經濟學家的觀點：根據薩伊定律，儲蓄可全部轉化為投資，所以儲蓄多少等於是投資多少。“工資基金因此可能大於或少於其他時期，但當時（的工資基金）是確定的。
”
人口是影響工資的内生變量。一旦就業人口數目改變，每人可獲支付的工資數就按反比移動。不但如此，因爲資本數量是固定，“全部的‘工資基金’在沒有損失的情況下被分配；還有每一勞動者所得的平均工資率因而能夠按照現存工資基金和勞動者數目的比率而精確地決定。”
如果某一名工人收入所得相對比他人更多，其他工人必然根據相同比例減少收入所得以資補償前者的超額工資。

## 起源
工資基金說的雛形來自重農學派的法國醫生魁奈，他在《經濟表》
一文提及土地擁有者以土地借貸的形式提供資本給農民。土地數量和地租收益分屬固定，供應農業耕作所需的資本和給予勞動者爲生的食物（實物工資）在任何一年皆是直接派生自前一年生產所產出的利潤。人口是一個變數，但對於重農學派學者來説，人口是被土地所種植的食物所限制，而非支付工資的資本數量。
19世紀初期開始，直至拿破侖戰爭在1815年結束之後，英國已經接近充分就業並且達到“勞動者數目的增加已經導致部分人被排擠在就業以外或者減少就業市場的工資率。
”
人們仍然相信資本只能來自以前的儲蓄，沒有任何數量的資金可以加進生產過程支持更多的工人。順帶一提，工資基金等式裏的資本是一種宏觀經濟的概念，它代表的是國家或社會整體累積的財富，而不單獨代表個人的累積資本。從宏觀經濟的層面來説，或許足夠的資本能夠從以前的時期累積，“雇主們發現毫無（財政）難度按月、周或日支付工資予他們雇用的勞動者，而不是要求雇主去等待勞動者的勞動成果直至產品收成或者銷售爲止。”
事實並不和魁奈在《經濟表》所設想的情況相似，支付勞動者在生產時期生存所需的金錢並非來自前一年的儲蓄，18世紀末到19世紀初的工資非常低，然而工人依然僅能得到只夠生存所需的工資水平。

## 約翰·斯圖亞特·穆勒
約翰·斯圖亞特·穆勒出版于1848年的巨著《政治經濟學原理》不但詳細論述工資基金說，而且針對工資基金說的資本−人口比率提出明確改善工人貧困處境的解決辦法。穆勒指出在僅能足夠工人維生的水平上增加工資率只有採用控制人口增長的方案。如果人口增長速度快於資本增長速度，工資會下降。一旦工資低於工人能夠生存的水平，人口會因爲疾病和飢餓帶來的死亡而減少。
1869年，穆勒放棄一貫支持工資基金說的立場，因爲他承認古典政治經濟學關於資本量短期維持固定的假設是錯誤，資本量並非必然固定。因爲總資本量可通過“工人的收入可選擇儲蓄或者花費於消費行爲上。”
同年代的美國經濟學家弗朗西斯·阿马萨·沃克也在個人學術著作“工資問題”論及工資基金說的形成時便指出資本的限制和人口的增長“是巧合的，不是必然”。工業增長能力的限制對容納工人數目的影響更甚於資本的限制。再者，英國農業“已經到達報酬遞減的情況”；因此，每個增加的工人是不會提供比他生存所需的消費品更多的產出（換一個表達形式，即是說邊際報酬遞減律產生作用，這名“邊際”工人貢獻的邊際生產力低於他的邊際產品）。由於自從1848年科技領域的技術和生產力改進，工資基金說能解釋的初始原因反倒被經濟學家認爲是不尋常和例外的情況，這個理論不是他們一直希望找出的經濟學普遍規律。